# Vantaggio di differenziazione
Il vantaggio di differenziazione è una delle due tipologie di vantaggio competitivo individuate da Michael Porter e rappresenta l'obiettivo della strategia di differenziazione.
Secondo lo stesso Porter "un'impresa si differenzia dai suoi concorrenti quando fornisce qualcosa di unico, che abbia valore per i suoi acquirenti al di là della semplice offerta di un prezzo basso" (Porter, 1985). Affinché dunque un prodotto sia differenziato occorre che sia in qualche modo unico, abbia cioè caratteristiche reali o percepite non riscontrabili negli altri prodotti presenti sul mercato, e che tali caratteri abbiano un qualche valore per gli acquirenti, rappresentino qualcosa per cui gli acquirenti siano disposti a pagare. La differenza massima di prezzo che il produttore può in questo modo "imporre" viene chiamata 'premium price' .
Il premium Price è inteso come:
1) maggiore prezzo che il cliente è disposto a pagare rispetto al prezzo dei concorrenti
2) maggiore quantità di prodotto acquistata dal cliente( es. Acquisto di 2 confezioni di prodotto)
3) maggiore fedeltà, intesa come costanza degli acquisti del cliente nel tempo
È quindi importante notare come:
- l'unicità in quanto tale non porti alla differenziazione se non ha un qualche valore per l'acquirente. Secondo Porter infatti: "le imprese sono spesso differenti ma non differenziate, perché perseguono forme di unicità cui gli acquirenti non apprezzano.” (Porter, 1985)
- la differenziazione, anche se include in sé la qualità, è un concetto molto più ampio.

La differenziazione consente dunque all'impresa di:
- imporre un price premium (od ottenere la preferenza a parità di prezzo);
- acquisire benefici equivalenti (ad esempio una maggiore fedeltà da parte dei clienti.)

Si ha un vantaggio di differenziazione quando il premium price, o il valore connesso con i benefici equivalenti collegati alla differenziazione, supera i costi connessi, in via diretta o indiretta, alla differenziazione.

## Analisi della differenziazione
Data la necessaria compresenza di unicità e valore per gli acquirenti una strategia di differenziazione efficace deve tener conto sia del lato dell'offerta che di quello della domanda:
- l'offerta dell'impresa va analizzata in relazione alle possibili fonti di unicità;
- la domanda va esaminata per capire quali sono i caratteri cui gli acquirenti attribuiscono valore ed i loro criteri di valutazione.